# دربار امپراتوری در کیوتو

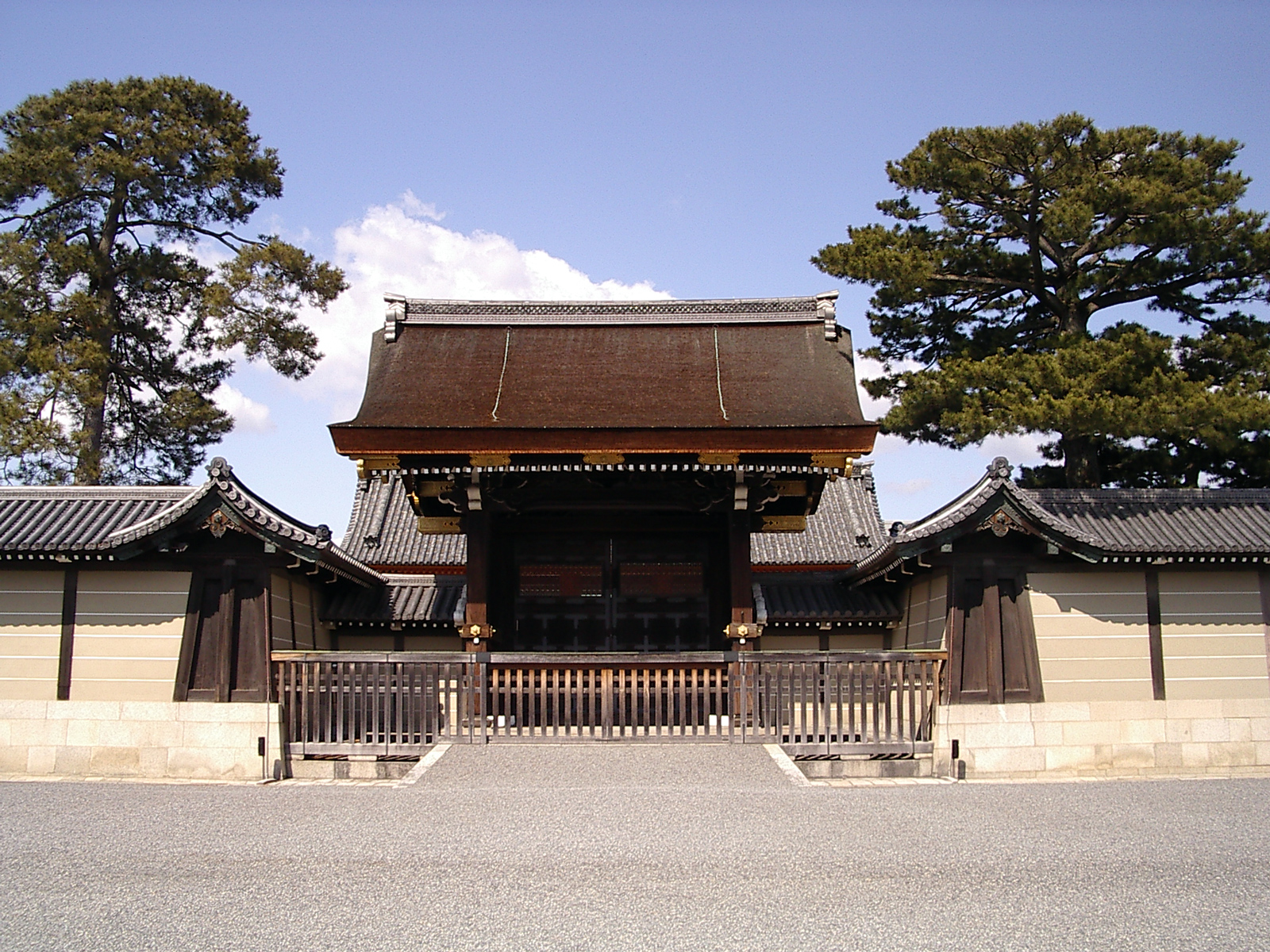
در ورودی کاخ امپراتوری کیوتو

دربار امپراتوری در کیوتو دولت حاکم اسمی در ژاپن بود که از سال ۷۹۴ میلادی تا دوره میجی (۱۸۶۸–۱۹۱۲) ادامه داشت پس از آن دربار از کیوتو به توکیو منتقل شده و با دولت میجی ادغام شد.